# Eucyrtopogon varipennis
Eucyrtopogon varipennis là một loài ruồi trong họ Asilidae. Eucyrtopogon varipennis được Coquillett miêu tả năm 1904. Loài này phân bố ở vùng Tân Bắc giới.